# تحليل
التحليل هو عملية تقسيم موضوع أو مادة معقدة إلى أجزاء صغيرة من أجل الحصول على فهم وإستيعاب أفضل لهذا الموضوع أو المادة. تم تطبيق هذه التقنية في علوم الرياضيات والمنطق منذ القدم (ما قبل أرسطو 384–322 ق.م.)، على الرغم من أن التحليل كمفهوم رسمي هو تطور حديث نسبياً.
تأتي كلمة «التحليل» في اللغة الإنجليزية analysis من أصول يونانية قديمة. حيث أنها ترجع الكلمة في الأصل إلى النطق اليوناني القديم من (análisis، «الانفصال» أو من "untying ،" ana-up«، و»lisis «التخفيف». وكمفهوم رسمي، تم تخصيص ونسب الطريقة التحليلية بشكل مختلف إلى Alzen، و René Descartes (تحت عنوان «خطاب حول الأسلوب»)، وكان هذا المفهوم التحليلي منسوب أيضاً إلى Galileo Galilei، علاوة على أنه قد نُسب أيضًا إلى إسحاق نيوتن، (في شكل طريقة عملية للاكتشاف البدني) (لم يُذكر اسم الطريقة).

## أنواع التحليل

### التحليل النوعي
هو الذي يهتم بالعناصر الموجودة في العينة أو المركب الذي يعرف التحليل بأنه التحليل النوعي.
مثال: تفاعل الهطول.

### التحليل الكمي
يتعلق الأمر هنا بتحديد كمية المكون الفردي الموجود في العينة.
مثال: العثور على تركيز مادي بواسطة الأشعة فوق البنفسجية الطيفية.

### تحليل النظائر
يمكن للكيميائيين استخدام تحليل النظائر لمساعدة المحللين الذين يعانون من مشكلات في الأنثروبولوجيا وعلم الآثار وكيمياء الأغذية، وعلم الأدلة الجنائية، والجيولوجيا ومجموعة من الأسئلة الأخرى في العلوم الفيزيائية. إضافة إلى ذلك، يمكن للمحللين تمييز أصول النظائر الطبيعية والبشرية في دراسة النشاط الإشعاعي البيئي.

### تحليل الأعمال
ويندرج تحت عدة تصانيف وهي على النحو التالي:
- تحليل الكشوف المالية: تحليل الحسابات والآفاق الاقتصادية للشركة.
- التحليل الأساسي: طريقة تقييم الأسهم التي تستخدم التحليل المالي.
- التحليل الفني: دراسة حركة الأسعار في أسواق الأوراق المالية من أجل التنبؤ بالأسعار المستقبلية.
- تحليل الأعمال: يتضمن تحديد الاحتياجات وتحديد الحلول لمشاكل العمل.
- تحليل السعر: يتضمن تحليل السعر من أرقام الوحدات والنماذج والمنتجات.
- تحليل السوق - يتكون من الموردين والعملاء، ويتم تحديد السعر من خلال تفاعل العرض والطلب.
- تحليل الفرص: يتكون من إتجاهات العملاء في هذه الصناعة، حيث يحدد طلب وخبرة العملاء سلوك الشراء.

### التحليل في علوم الحاسب
هنالك العديد من السمات التحليلية في علوم الحاسب، ولكن يمكن الإشارة على أهم التحاليل في الحوسبة كما يلي:
- تحليل المتطلبات: ويشمل تلك المهام التي تدخل في تحديد الاحتياجات أو الشروط لتلبية منتج جديد أو تغييره، مع مراعاة المتطلبات المتضاربة المحتملة لمختلف أصحاب المصالح مثل المستفيدين أو المستخدمين.
- التحليل التنافسي (الخوارزمية عبر الإنترنت): يوضح كيفية أداء الخوارزميات عبر الإنترنت ويوضح قوة العشوائية في الخوارزميات.
- التحليل المعجمي: عملية معالجة تسلسل إدخال الحروف وإنتاج سلسلة من الرموز كمخرجات.
- تحليل البرامج (علوم الحاسب): عملية التحليل التلقائي لسلوك برامج الحاسب.
- التحليل الدلالي (علوم الحاسب): تمرير السطور البرمجية إلى برنامج التحويل البرمجي الذي يضيف المعلومات الدلالية إلى شجرة التحليل ويقوم بإجراء عمليات فحص معينة.
- تحليل كود ثابت: تحليل برامج الحاسب التي يتم تنفيذها دون تنفيذ البرامج المضمنة من ذلك بالفعل.
- تحليل النظم الهيكلية ومنهجية التصميم.
- تحليل بناء الجملة: عملية في المجمعين تتعرف على بنية لغات البرمجة، والمعروفة أيضاً باسم التحليل.
- تحليل وقت التنفيذ الأسوأ: التحليل في تحديد أطول وقت يمكن أن يستغرقه برنامج ما للتشغيل.

### التحليل في الاقتصاد
تحليل النظم الايكولوجية الزراعية.

### التحليل في الهندسة
ينظر المحللون في مجال الهندسة إلى المتطلبات والهياكل والآليات والأنظمة والأبعاد. مهندسي الكهرباء يحللون الأنظمة في الإلكترونيات، ويتم تحليل مدى فعالية الأنظمة وعمرها الطبيعي، وأيضاً تحليل فشل النظام ودراسته من قبل المهندسين. كما يُنظر أيضاََ عدة عوامل مختلفة تكون مدمجة في عمليات التصميم.

### التحليل في المخابرات
يستخدم المحللين في مجال الإستخبارات التحليل في فهم مجموعة واسعة وكبيرة من الأسئلة. قد تستخدم وكالات الإستخبارات الإستدلال العام أو الإستدلال الاستقرائي والإستنباطي أو تحليل الشبكات الاجتماعية وتحليل الشبكات الديناميكية، وتحليل الروابط أو تبادل الأفكار لحل المشاكل الحالية أو المقبلة. قد يتم إستكشاف القضايا في الإستخبارات العسكرية من خلال استخدام نظرية الألعاب أو wargaming. وفي إستخبارات الإشارات، يتم تطبيق تحليل الشفرات وتحليل الترددات لكسر الرموز والشفرات السرية. يطبق الذكاء التجاري نظريات تحليل الذكاء التنافسي وتحليل المنافسين لحل الأسئلة في السوق، ويتم تنفيذ تطبيق القانون الإستخباراتي عدداً من النظريات في تحليل الجرائم.

### التحليل في علم اللغويات
التحليل في اللغويات يكمن في اللغات الفردية واللغة بشكل عام. إنه يحلل اللغة ويحلل مكوناتها مثل: المكونات النظرية، الأصوات ومعناها، استخدام الكلام، أصول الكلمة، تاريخ الكلمات، معنى الكلمات ومجموعات الكلمات، بناء الجملة، الإنشاء الأساسي وراء مستوى الجملة، الأسلوب والمحادثة. التحليل في اللغويات يفحص ما سبق باستخدام الإحصاءات والنمذجة والدلالات. إنه يحلل اللغة في سياق الأنثروبولوجيا والبيولوجيا والتطور والجغرافيا والتاريخ وعلم الأعصاب وعلم النفس وعلم الاجتماع، كما يأخذ أيضاً النهج المطبق والنظر في تطور اللغة الفردية والقضايا العيادية.

### التحليل في الأدب
النقد الأدبي هو تحليل الأدب، والتركيز في التحليل يمكن أن يكون بشكل متنوع هنا. جميع الأساليب الأدبية الناقصة ليست ذات طبيعة تحليلية في المقام الأول، لذا فإن النهج الرئيسي لتدريس الأدب في الغرب منذ منتصف القرن العشرين هو التحليل الأدبي الرسمي أو القراءة الدقيقة.
تقترب هذه الطريقة المتعمقة في الحركة الأكاديمية والتي تحمل اسم "النقد الجديد" من نصوص، أهمها قصائد قصيرة مثل السوناتات، والتي بفضل حجمها الصغير وتعقيدها الكبير تفسر هذا النوع من التحليل كوحدات خطاب يمكن فهمها في حد ذاتها دون الرجوع إلى السيرة أو التاريخ. تقوم طريقة التحليل هذه بتقسيم النص لغوياً في دراسة للمحاكمة (التحليل الرسمي للمتر) والتأثيرات الصوتية مثل الجناس والقافية، ومعرفياً في فحص تفاعل البنى النحوية واللغة التصويرية وعناصر القصيدة الأخرى أن تعمل على إنتاج آثارها الكبرى.

### التحليل الموسيقي
التحليل الموسيقي هي عملية تحاول ببساطة الإجابة على السؤال «كيف تعمل هذه الموسيقى؟».
مثال: تحليل Schenkerian

### التحليل الفلسفي
التحليل الفلسفي هو المصطلح العام للتقنيات المستخدمة من قبل الفلاسفة.
التحليل هو أيضاً اسم مجلة ومقالة بارزة في الفلسفة.

### التحليل النفسي
التحليل النفسي يسعى لتوضيح الصلات بين المكونات اللاواعية للعمليات العقلية للمرضى.
مثال: تحليل المعاملات.

### تحليل السياسات العامة
تحليل السياسات العامة هو استخدام البيانات الإحصائية للتنبؤ بآثار القرارات السياسية التي تتخذها الحكومات والوكالات.
مثال: التحليل النوعي - استخدام الأدلة القصصية للتنبؤ بآثار قرارات السياسة أو، بشكل أعم، التأثير على قرارات السياسة.

### تحليل معالجة الإشارات
ويشمل عدة فئات عنصرية رئيسية مثل:
- تحليل العناصر المحدودة - تقنية محاكاة الكمبيوتر المستخدمة في التحليل الهندسي.
- تحليل مكون مستقل.
- ربط تحليل الجودة - تحليل جودة الإشارة.
- تحليل جودة المسار.
- تحليل فورييه.

### تحليل الإحصاء
في الإحصاء، قد يشير مصطلح التحليل إلى أي طريقة تستخدم لتحليل البيانات. من بين العديد من هذه الطرق، يمكن اختصار البعض كما يلي:
- تحليل التباين (ANOVA) - مجموعة من النماذج الإحصائية والإجراءات المرتبطة بها والتي تقارن الوسائل بتقسيم التباين الكلي الملحوظ إلى أجزاء مختلفة.
- التحليل المنطقي - طريقة للعثور على التبعيات الحتمية بين المتغيرات في عينة واحدة، ومعظمها يستخدم في تحليل البيانات الاستكشافية.
- تحليل الكتلة - تقنيات لإيجاد مجموعات (تسمى المجموعات)، بناءً على قدر من القرب أو التشابه.
- تحليل العوامل - طريقة لإنشاء نماذج تصف مجموعة بيانات من المتغيرات المرصودة من حيث مجموعة أصغر من المتغيرات غير الملاحظة (تسمى العوامل).
- التحليل التلوي - يجمع بين نتائج العديد من الدراسات التي تتناول مجموعة من الفرضيات البحثية ذات الصلة.
- التحليل متعدد المتغيرات - تحليل البيانات التي تتضمن عدة متغيرات، مثل تحليل العوامل، تحليل الانحدار، أو تحليل المكون الرئيسي.
- تحليل المكون الرئيسي - تحويل عينة من المتغيرات المرتبطة إلى متغيرات غير مرتبطة (تسمى المكونات الرئيسية)، تستخدم في الغالب في تحليل البيانات الاستكشافية.
- تحليل الانحدار - تقنيات لتحليل العلاقات بين العديد من المتغيرات التنبؤية ونتائج واحدة أو أكثر في البيانات.
- تحليل المقاييس (إحصائيات) - طرق لتحليل بيانات المسح من خلال تسجيل الاستجابات على مقياس رقمي.
- تحليل الحساسية - دراسة كيف يعتمد التباين في مخرجات النموذج على الاختلافات في المدخلات.
- التحليل المتسلسل - تقييم البيانات التي تم أخذ عينات منها عند جمعها، حتى يتم استيفاء معيار قاعدة التوقف.
- التحليل المكاني - دراسة الكيانات باستخدام الخصائص الهندسية أو الجغرافية.
- تحليل السلاسل الزمنية - الأساليب التي تحاول فهم سلسلة من نقاط البيانات التي تكون متباعدة على فترات زمنية موحدة.

### التحليل في الرياضيات
التحليل الرياضي الحديث هو دراسة العمليات اللانهائية. هذا هو فرع الرياضيات الذي يشمل حساب التفاضل والتكامل. يمكن تطبيقه في دراسة المفاهيم الكلاسيكية للرياضيات، مثل الأعداد الحقيقية والمتغيرات المعقدة والوظائف المثلثية والخوارزميات أو المفاهيم غير الكلاسيكية مثل البنائية والتوافقيات والمتجهات.
يشرح Florian Cajori في " تاريخ الرياضيات" (1893) الفرق بين التحليل الرياضي الحديث والقديم على أنهما متميزون عن التحليل المنطقي وذلك على النحو التالي:
تُستخدم مصطلحات التوليف والتحليل في الرياضيات بمعنى خاص أكثر من المنطق. في الرياضيات القديمة كان لديهم معنى مختلف عما لديهم الآن. أقدم تعريف للتحليل الرياضي في مقابل التوليف هو التعريف الوارد في [ملحق بـ] إقليدس، الثالث عشر. والتي تم تأطيرها في جميع الاحتمالات من قبل Eudoxus : «التحليل هو الحصول على الشيء المطلوب من خلال افتراض ذلك ومن ثم التفكير بحقيقة معترف بها، بينما التوليف هو الحصول على الشيء المطلوب عن طريق التفكير في الإستدلال وإثباته».
الطريقة التحليلية ليست قاطعة، إلا إذا كان من المعروف أن جميع العمليات المشاركة فيها قابلة للانعكاس. لإزالة كل شك، أضاف الإغريق كقاعدة عامة إلى العملية التحليلية عملية اصطناعية تتكون من عودة جميع العمليات التي تحدث في التحليل. وبالتالي كان الهدف من التحليل هو المساعدة في اكتشاف البراهين الاصطناعية أو الحلول.

### تحاليل أخرى
- تحليل هالة  - أسلوب يدعي فيه مؤيدو الطريقة أنه يتم تحليل هالة الجسم، أو مجال الطاقة.
- تحليل البولينج  - تحليل أداء لاعبي الكريكيت.
- التحليل الحجمي - تحليل الأدوات الحجرية باستخدام التقنيات العلمية الأساسية.
- تحليل البروتوكول - وسيلة لاستخراج أفكار الأشخاص أثناء قيامهم بالمهمة.

## تطبيقات

### العلوم

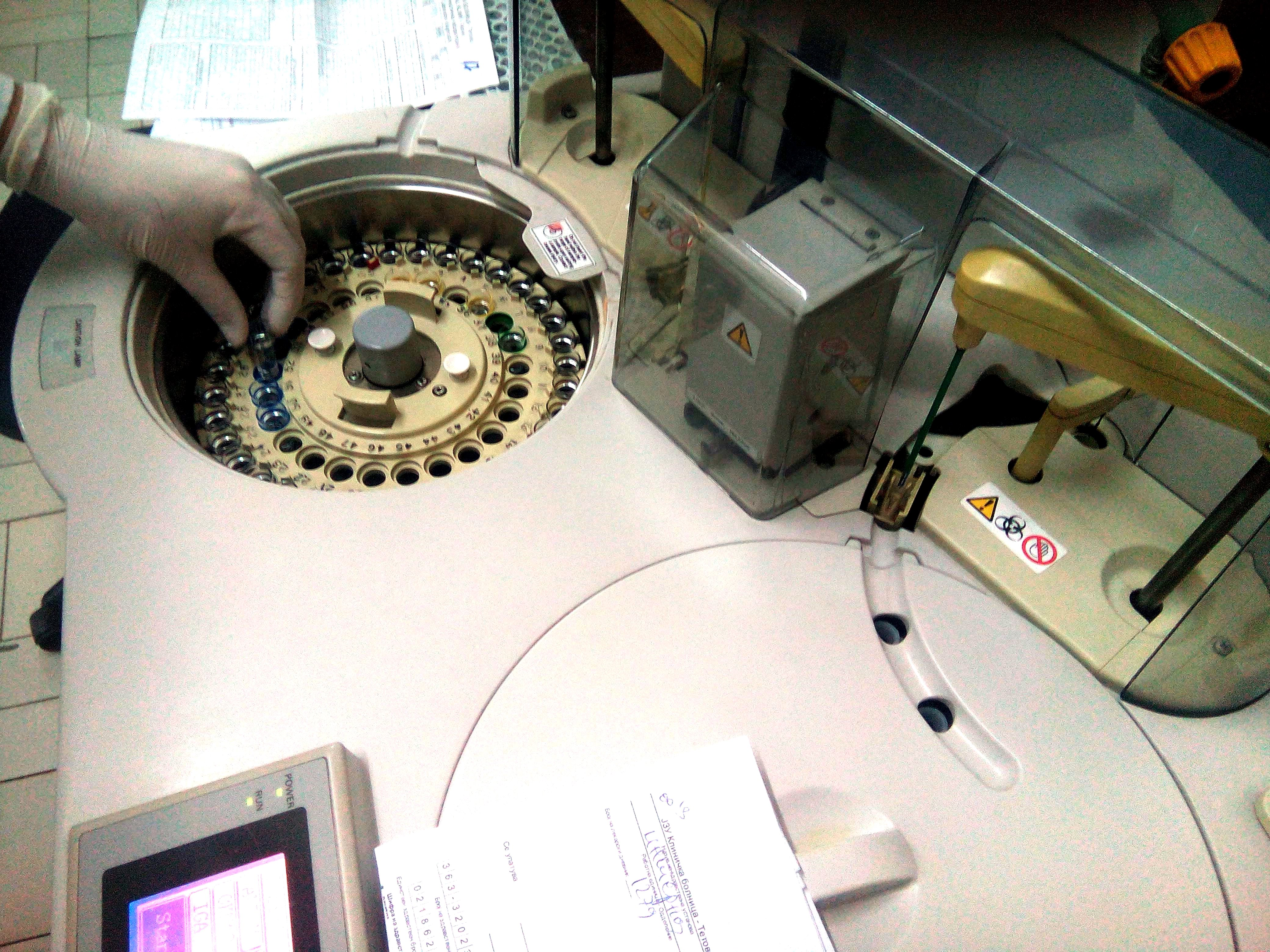
محلل كيمياء عيادي

يستخدم التحليل في مجال الكيمياء بثلاث طرق على الأقل: - لتحديد مكونات مركب كيميائي معين (التحليل النوعي)، - لتحديد نسب المكونات في المخلوط (التحليل الكمي)، -إستنتاج العمليات الكيميائية وفحص التفاعلات الكيميائية بين عناصر المسألة. ومن الأمثلة على إستخدامه هو تحليل تركيز العناصر، حيث يعد مهمًا في إدارة المفاعل النووية، لذلك سيقوم العلماء النوويون بتحليل تنشيط النيوترونات لتطوير قياسات منفصلة ضمن عينات شاسعة. يمكن أن يكون للمصفوفات تأثير كبير على طريقة إجراء التحليل الكيميائي ونوعية نتائجه، ويمكن إجراء التحليل يدوياً أو باستخدام جهاز محدد. التحليل الكيميائي هو عنصر مهم للأمن القومي بين القوى العالمية الكبرى بالمواد.

## روابط خارجية
- تحليل على موقع الموسوعة البريطانية (الإنجليزية)
- تحليل على موقع مشروع إنديانا لعلم الوجود الفلسفي
- Analysis
- تحليل على موقع فيلبابيرس